# Pacifica (Californie)
Pour les articles homonymes, voir Pacifica.
La ville de Pacifica est située dans le comté de San Mateo, dans l’État de Californie, aux États-Unis. Sa population s’élevait à 37 234 habitants lors du recensement de 2010, estimée à 39 087 habitants en 2017.

## Démographie
| 1960   | 1970   | 1980   | 1990   | 2000   | 2010   |
| ------ | ------ | ------ | ------ | ------ | ------ |
| 20 995 | 36 020 | 36 866 | 37 670 | 38 390 | 37 234 |

## Source
- (en) Cet article est partiellement ou en totalité issu de l’article de Wikipédia en anglais intitulé « Pacifica, California » (voir la liste des auteurs).

1. ↑  « Statistiques des États-Unis - Californie - Profils des communautés de 2010 » (consulté en novembre 2020)